# Nippon no Kokoro
Die Partei Nippon no Kokoro (japanisch 日本のこころ, etwa „Japans Herz“, englisch The Party for Japanese Kokoro) war eine politische Partei in Japan.
Sie wurde im Sommer 2014 als Jisedai no Tō (japanisch 次世代の党, „Partei der nächsten Generation[en]“, englisch The Party for Future Generations) von der Gruppe von Abgeordneten um Shintarō Ishihara bei der Spaltung der bisherigen Nippon Ishin no Kai gegründet, die sich gleichzeitig formal auflöste und unter Tōru Hashimoto neu gründete. Bei Gründung gehörten der Jisedai no Tō 22 Abgeordnete im nationalen Parlament an, 19 im Unterhaus, drei im Oberhaus; damit war sie die drittgrößte Oppositionspartei. Die bereits gleichnamige Unterhausfraktion wurde Anfang Juli 2014 gegründet, die Partei formal zum 1. August. Parteivorsitzender (tōshu) war Takeo Hiranuma, Generalsekretär Hiroshi Yamada, die Generalversammlung der Abgeordneten beider Kammern führte Nariaki Nakayama, die Oberhausabgeordneten Kyōko Nakayama, Ishihara war im Parteivorstand „höchster Berater“ (saikō komon).
Auch wenn sie „Partei der nächsten Generation[en]“ hieß, betrug bei Gründung das Durchschnittsalter der Abgeordneten 57 Jahre und das mehrerer führender Mitglieder mindestens 70 Jahre. Der im Juli 2014 aus der Minna no Tō ausgetretene Oberhausabgeordnete Katsuhiko Eguchi schloss sich der Jisedai no Tō wenige Wochen nach der Parteigründung an.
Bei der Unterhauswahl 2014 wurden alle Abgeordneten mit Ausnahme von Takeo Hiranuma (Okayama 3) und Hiroyuki Sonoda (Kumamoto 4) abgewählt. Beide verließen die Partei 2015 und kehrten in die LDP zurück. Im Oberhaus traten seit der Parteigründung bis Ende 2015 vier Abgeordnete bei, drei aus. Im Dezember 2015 benannte sich die Partei in Nippon no kokoro o taisetsu ni suru tō (日本のこころを大切にする党, etwa „Partei, der das Herz Japans wichtig ist“, engl. The Party for Japanese Kokoro) um. Zwei Monate vor der Oberhauswahl 2016 trat Kazuyuki Hamada aus. Bei der Wahl blieb Kokoro ohne Sitz, sie verlor aber auch keinen, da kein Mitglied zur Wiederwahl stand. Masamune Wada verließ die Partei im November 2016.
Im Januar 2017 bildeten die beiden verbliebenen Mitglieder eine gemeinsame Oberhausfraktion mit der Liberaldemokratischen Partei. Im Februar 2017 nahm sie ihren derzeitigen Namen an.
Die Vorsitzende Kyōko Nakayama verließ die Partei im September 2017 und schloss sich der Kibō no Tō an. Masashi Nakano übernahm folglich als einziger verbliebener Parlamentsabgeordneter alle hohen Parteiämter.
Im Oktober 2018 kündigte Nakano seine Rückkehr in die LDP an, die Partei ging zum 1. November 2018 in der LDP auf.

## Abgeordnete im Nationalparlament
September 2017 bis zur Auflösung
- Oberhaus
  - bis 2019
    - Masashi Nakano (Nationale Verhältniswahl, 1. Amtszeit (+ drei im Unterhaus); vorher LDP→Tachiagare Nippon→Taiyō→Nippon Ishin no Kai)